# Bataille d'Aden (2015)
Pour les articles homonymes, voir bataille d'Aden.
Guerre civile yéménite
Batailles
- Bataille d'Amran
- 1re Bataille de Sanaa
- Bataille de l'aéroport d'Aden
- 1re Bataille d'Aden
- Bataille de Taëz
- 1re Bataille de Moukalla
- 2e Bataille de Moukalla
- 2e Bataille de Sanaa
- 2e Bataille d'Aden
- Bataille d'al-Hodeïda
- Prise de Socotra
- 3e Bataille d'Aden
- 4e Bataille d'Aden
- Offensive de Najran
- Attaque d'Abqaïq et de Khurais
- Offensive d'Al Bayda
- Offensive d'Al Jawf
- Bataille de Marib

La bataille d'Aden est une bataille qui oppose, lors de la guerre civile yéménite, les Houthis et leurs alliés aux troupes fidèles à Abdrabbo Mansour Hadi, alors en exil en Arabie saoudite.
La bataille commence le 25 mars 2015, après une deuxième tentative des Houthis de prendre l'aéroport d'Aden.

## Contexte

### Forces en présence

#### Pro-Houthis
En plus des Houthis, les forces armées fidèles à l'ex-président Ali Abdallah Saleh participent également aux combats.

#### Anti-Houthis
Parmi les forces en présence, en plus des loyalistes pro-Hadi, des séparatistes du mouvement al-Hirak participent également aux combats. Favorable au rétablissement d'un État indépendant dans le sud plutôt que de la présidence d'Abdrabbo Mansour Hadi, ils arborent le drapeau de l'ancien Yémen du Sud.

## Chronologie

### Mars

Situation à Aden après l'offensive rebelle.
Zone contrôlée par le gouvernement yéménite
Zone contrôlée par les Houthis

Le 25 mars 2015, les Houthis entrent à Aden, pendant que le président de la République, Abdrabbo Mansour Hadi prend la fuite. Le jour-même, ils prennent l'aéroport. Celui-ci est repris dès le lendemain par les loyalistes.

### Avril
Le 2 avril 2015, les Houthis prennent le centre-ville. Cependant, les Houthis se retirent dès le lendemain 3 avril. Durant la journée du 3 avril, les rebelles avaient conquis puis repris le palais présidentiel al-Maachiq.

### Mai
Le 4 mai 2015, la Coalition déploie quarante membres des forces spéciales.

### Juin

Situation à Aden après l'offensive loyaliste.
Zone contrôlée par le gouvernement yéménite
Zone contrôlée par les Houthis

Le 27 juin 2015, dans le but d'éviter l'arrivée d'un bateau d'aides humanitaires, les Houthis bombardèrent le port d'Aden, ce qui provoqua par la suite l'incendie de la raffinerie. Deux jours plus tard, le 29 juin 2015, la raffinerie est de nouveau visée, à l'aide de roquette cette fois-ci.

### Juillet
En juillet 2015, la Résistance populaire reprend la localité de Ras Amrane, à l'ouest d'Aden.
Visée par les Houthis, la raffinerie d'Aden prit feu une troisième fois le 13 juillet 2015, alors que la ville était la cible d'un blocus, empêchant l'aide d'arriver à destination.
Le 14 juillet 2015, lors l'opération dite de la « Flèche d'Or pour la libération d'Aden », l'aéroport est repris par la Résistance populaire, épaulée par l'aviation saoudienne et qui s'est vue livrer de nouveaux blindés, de même qu'une partie du quartier de Khor Maksar et du Cratère. Celle-ci était notamment épaulée par des forces armées yéménites préalablement formées par l'Arabie saoudite. Les pro-Hadi ont également pris le contrôle du bâtiment abritant le gouvernorat d'Aden, de même que le quartier de Al-Moualla, où il est situé. De plus, cela encercla les forces houthies au niveau de la péninsule du sud d'Aden. En représailles, les Houthis ont pilonné les quartiers résidentiels situés à l'est de la ville. Par conséquent, il s'agit de la défaite la plus importante qu'ont connue les Houthis depuis le début de la bataille. Ces accrochages ont également provoqué un nouvel incendie dans la raffinerie d'Aden.
Le 16 juillet 2015, à la suite de ces succès, est annoncé le retour des ministres de l'Intérieur et des Transports, ainsi que le chef des Renseignements et le vice-président de la Chambre des députés de leur exil à Riyad,. Ensuite, le quartier de Khor Maksar fut totalement reconquis par les forces loyalistes. L'information est finalement démentie dans la foulée. Finalement, ces ministres arrivent à Aden le lendemain 17 juillet 2015.
Le 17 juillet 2015, le port d'Aden est à son tour reconquis. À cette date, les Houthis ne contrôlent plus que qu'à Taouahi, leur dernière poche de résistance. Par conséquent, le président Abdrabbo Mansour Hadi annonce lors d'une allocution télévisée, qu'« à partir d'Aden », « clé du salut du pays », ses forces allaient reconquérir « tout le pays ». De son côté, le vice-président et Premier ministre Khaled Bahah annonce la « libération » de la ville, tout en promettant de « travailler à restaurer la vie à Aden et dans toutes les villes libérées, et y rétablir l'eau et l'électricité ». La ville est finalement totalement reconquise dans la soirée. Le commandant houthi Abdul Khalid al-Houthi est capturé à la fin de la bataille. Finalement, les Houthis ne conservent que des checkpoints aux entrées nord et ouest de la ville.
Cette reconquête devrait aussi faciliter l'acheminement des aides humanitaire à travers le pays.
Le 19 juillet 2015, quarante-trois civils sont tués par un bombardement houthi.
Le 21 juillet 2015, les loyalistes reprennent les dernières poches situées au nord de la ville.
Le 22 juillet 2015 a lieu la réouverture de l'aéroport international. Le lendemain 23 juillet 2015, celui-ci est visé par les Houthis depuis la banlieue nord de la ville, qu'ils contrôlaient encore.

### Vidéographie
- [vidéo] Le siège d'Aden, par Vice news.

### Reportages
- Jean-Philippe Rémy, « Aden, le déclin d’une ville-monde », Le Monde, 31 juillet 2017.